# Claudia Cetățeanu
Claudia Bogdana Cetățeanu (n. 24 iunie 1976, în Baia Sprie) este o fostă handbalistă din România. Din 2018, când s-a retras din activitate, ea se ocupă cu pregătirea portarilor la CS Minaur Baia Mare

## Biografie
Claudia Cetățeanu a jucat la Remin Deva, cu care a câștigat Cupa Challenge în 2002. Din anul următor, ea a evoluat la HCM Baia Mare, cu o scurtă pauză, în vara anului 2008, când a jucat pentru formația ucraineană Motor Zaporijia. Portarul nu s-a adaptat la echipa din Zaporijia și a revenit la HCM Baia Mare în septembrie 2008. Cu HCM, Cetățeanu a câștigat campionatul național în 2014, Cupa României în 2013, 2014 și 2015 și Supercupa României în 2013 și 2014.
La sfârșitul sezonului 2014–2015, Claudia Cetățeanu s-a transferat la CSM Bistrița, echipă aflată în acea vreme în Divizia A. Cetățeanu a jucat un sezon la CSM Bistrița, cu care a promovat în Liga Națională, însă, în vara anului 2016, ea a anunțat că se retrage din activitate. Ulterior, handbalista a semnat totuși un contract cu echipa nou-înființată CS Minaur Baia Mare, care evolua în Seria B a Diviziei A. În sezonul 2017-2018, ea a evoluat pentru CSU Oradea.
În anul 2017 a candidat la alegerile locale pentru primăria orașului Baia Sprie din partea Partidului Mișcarea Populară.

## Palmares
- Liga Națională:
  -  Câștigătoare: 2014
  - Finalistă: 2013, 2015

- Cupa României:
  -  Câștigătoare: 2013, 2014, 2015

- Supercupa României:
  -  Câștigătoare: 2013, 2014

- Cupa Challenge:
  -  Câștigătoare: 2002
  - Finalistă: 2003